# 群馬大学医療技術短期大学部
群馬大学医療技術短期大学部（ぐんまだいがくいりょうぎじゅつたんきだいがくぶ、英語: College of Medical Care and Technology, Gunma University）は、群馬県前橋市昭和町3-39-15に本部を置いていた日本の国立大学である。1978年に設置され、2000年に廃止された。大学の略称は群大医短。

## 概要

### 大学全体
- 群馬県前橋市に所在した日本の国立短期大学で、併設元は群馬大学医学部。
- まずは群馬大学医学部附属看護学校を発展改組して1978年に短期大学が開学。1979年には同附属臨床検査技師学校、1982年には同附属助産婦学校を発展改組して専攻科助産学特別専攻を設置し、これにより同医学部付属の専修学校はすべて短期大学へ発展。さらには。1984年には2学科を増設し、4学科1専攻科を擁するようになった。
- 1996年度の入学生を最後に[注釈 3]、2000年に短期大学としての使命を終える[2]。

### 教育および研究
- 群馬大学医療技術短期大学部は医療技術者の養成に力をいれ、群馬大学医学部附属病院での臨床実習も取りいれられていた。

### 学風および特色
- 群馬大学医療技術短期大学部は旧来の医学部附属看護学校・同附属衛生検査技師学校・同附属助産婦学校を順次発展改組して成立した。

## 沿革
- 1944年
  - 前橋医学専門学校に看護婦養成所が置かれる。
- 1949年
  - 群馬大学医学部附属病院女子厚生部となる。
- 1951年
  - 群馬大学医学部附属看護学校に改組。
- 1965年
  - 同附属助産婦学校が設置される。
- 1966年
  - 同附属衛生検査技師学校が置かれる。
- 1972年
  - 同附属衛生検査技師学校が同附属臨床検査技師学校に変更。
- 1977年
  - 10月1日 左記を以て文部省[注 1]より短期大学の設置が認可される[注 2]。
- 1978年
  - 4月1日 群馬大学医療技術短期大学部が以下の学科体制にて開学[5]。
    - 看護学科 入学定員40名

  - 5月1日 学生数[6]/定員
    - 看護学科 68[注釈 4]/80
- 1979年
  - 4月1日 以下の学科を増設する[7]。
    - 衛生技術学科 入学定員40名

  - 5月1日 学生数[8]/定員
    - 看護学科 144[注釈 4]/160
    - 衛生技術学科 40[注釈 5]/40
- 1982年
  - 4月1日 専攻科の設置が認められ、以下の課程を設ける[注 3]。
    - 助産学特別専攻 入学定員20名
- 1984年
  - 4月1日 以下の学科を増設する[注 4]。
    - 理学療法学科 入学定員20名
    - 作業療法学科 入学定員20名

  - 5月1日 学生数[15]/定員
    - 看護学科 237[注釈 6]/240
    - 衛生技術学科 123[注 5]/120
    - 理学療法学科 ？[注釈 7]/20
    - 作業療法学科 ？[注釈 7]/20
- 1985年
  - 5月1日 学生数[16]/定員
    - 看護学科 233[注釈 6]//240
    - 衛生技術学科 119[注 6]/120
    - 理学療法学科 38[注 7]/60
    - 作業療法学科 37[注 8]//60
- 1986年
  - 5月1日 学生数[17]/定員
    - 看護学科 231[注釈 8]//240
    - 衛生技術学科 120[注 9]/120
    - 理学療法学科 56[注 10]/60
    - 作業療法学科 54[注 11]//60
- 1987年
  - 5月1日 学生数[18]/定員
    - 看護学科 235[注釈 8]//240
    - 衛生技術学科 120[注 12]/120
    - 理学療法学科 65[注 13]/60
    - 作業療法学科 65[注 14]//60
- 1992年
  - 5月1日 学生数[注 15]/定員
    - 看護学科 239[注釈 9]//240
    - 衛生技術学科 118[注釈 5]/120
    - 理学療法学科 62[注 16]/60
    - 作業療法学科 66[注 17]//60
- 1996年
  - 4月1日 この年度で短期大学としての学生募集を最終とする[注釈 3]。
  - 5月1日 学生数[21]/定員
    - 看護学科 239[注釈 6]/240
    - 衛生技術学科 123[注 18]/120
    - 理学療法学科 60[注 19]/60
    - 作業療法学科 67[注釈 10]/60
- 1997年
  - 5月1日 学生数[22]/定員
    - 看護学科 163[注釈 9]/160
    - 衛生技術学科 80[注釈 6]/80
    - 理学療法学科 41[注 20]/40
    - 作業療法学科 45[注釈 10]/40
- 1998年
  - 5月1日 学生数[23]/定員
    - 看護学科 80[注釈 9]/80
    - 衛生技術学科 39[注釈 4]/40　男1
    - 理学療法学科 22[注釈 6]/20
    - 作業療法学科 21[注釈 6]/20
- 1999年
  - 5月1日 学生数[24]/定員
    - 理学療法学科 1[注釈 9]/-
- 2000年
  - 3月31日 左記をもって正式に廃止となる[2]。

## 基礎データ

### 所在地
- 群馬県前橋市昭和町3-39-15[注釈 1]

### 象徴
- 群馬大学医療技術短期大学部のカレッジマークは群馬大学と同じものを使用[25]。

## 教育および研究

### 組織

#### 学科[注 21]
- 看護学科 入学定員80名
- 衛生技術学科 入学定員40名
- 理学療法学科 入学定員20名
- 作業療法学科 入学定員20名

#### 専攻科
- 助産学特別専攻[注 22]

#### 別科
- なし

#### 取得資格について[注 23]
受験資格
- 看護師：看護学科
- 臨床検査技師：衛生技術学科
- 理学療法士：理学療法学科
- 作業療法士：作業療法学科
- 助産婦：専攻科

### 研究
- 『群馬大学医療技術短期大学部紀要』[注釈 2]
- 群馬大学医療技術短期大学部/著『看護教育の改善に関する研究 : 高校生および看護学生の看護婦に対する意識調査とその比較』群馬大学医療技術短期大学部看護学科/出版[32]ほか。

## 大学関係者と組織

### 大学関係者組織
- 群馬大学医療技術短期大学部には同窓会組織があり、『群馬大学医療技術短期大学部同窓会創立10周年記念』が発行された[33]。

### 大学関係者一覧

#### 大学関係者
歴代学長
- 秋田康一
- 小野周
- 前川正
- 石川英一

## 施設

### キャンパス
- 設備：群馬大学昭和キャンパス内に短大独自の校舎が設置されていた。同短大の卒業生から贈呈された藤棚があり、その下で昼食を摂る学生も多かった。

## 対外関係

### 他大学との協定
- パシフィック大学：アメリカ

### 系列校
- 群馬大学
- 群馬大学工業短期大学部

## 社会との関わり
- 1988年度より一般市民講座が開始された。看護に関する講座を「Aコース」、臨床検査に関する講座を「Bコース」と称していた。

## 卒業後の進路について

### 就職について
- 概ね、専門職に就いている人が多い。群馬大学医学部附属病院ほか各種医療機関や社会福祉施設など多岐にわたっていた。

### 編入学・進学実績
- 群馬県立医療短期大学及び群馬大学医療技術短期大学部専攻科ほか。募集終了前における看護学科では卒業生の3割程度が進学を希望していた。

## 関連サイト
- 群馬大学